# Список объектов всемирного наследия ЮНЕСКО в Сирии
В списке объектов всемирного наследия ЮНЕСКО в Сирии значатся 6 наименований (на 2016 год), это составляет 0,5 % от общего числа (1223 на 2024 год). Все объекты включены в список по культурным критериям. Кроме этого, по состоянию на 2017 год, 12 объектов на территории Сирии находятся в числе кандидатов на включение в список всемирного наследия.
С 2013 года все сирийские объекты всемирного наследия находятся под угрозой, т.к. в стране с 2011 года продолжается гражданская война. Часть территории Сирии захвачена террористической группировкой Исламское государство, которая планомерно уничтожает памятники не только в Сирии, но и в Ираке. Памятники пострадали от боевых действий, некоторые частично разрушены. 
В данной таблице объекты расположены в порядке их добавления в список всемирного наследия ЮНЕСКО.
| # | Изображение | Название                                                                 | Местоположение           | Время создания | Год внесения в список | №    | Критерии           |
| - | ----------- | ------------------------------------------------------------------------ | ------------------------ | -------------- | --------------------- | ---- | ------------------ |
| 1 |             | Старый город в Дамаске                                                   | Дамаск                   | c VIII века    | 1979                  | 20   | i, ii, iii, iv, vi |
| 2 |             | Старый город в Босре                                                     | Босра                    | II век         | 1980                  | 22   | i, iii, vi         |
| 3 |             | Археологические памятники Пальмиры                                       | Пальмира                 | I — II века    | 1980                  | 23   | i, ii, iv          |
| 4 |             | Старый город в Алеппо                                                    | Алеппо                   | с XII века     | 1986                  | 21   | iii, iv            |
| 5 |             | Замки Крак-де-Шевалье и Калъат-Салах-ад-Дин                              | провинции Хомс и Латакия | XI — XIII века | 2006                  | 1229 | ii, iv             |
| 6 |             | Древние деревни Северной Сирии (руины 40 поселений объединены в 8 групп) | провинции Алеппо и Идлиб | I — VII века   | 2011                  | 1348 | iii, iv, v         |

## Предварительный список
В таблице объекты расположены в порядке их добавления в предварительный список. В данном списке указаны объекты, предложенные правительством Сирии в качестве кандидатов на занесение в список всемирного наследия.
| #  | Изображение | Название                                   | Местоположение        | Время создания     | Год внесения в список | №    | Критерии |
| -- | ----------- | ------------------------------------------ | --------------------- | ------------------ | --------------------- | ---- | -------- |
| 1  |             | Нории в Хаме                               | Провинция Хама        |                    | 1999                  | 1291 | i, iv    |
| 2  |             | Угарит                                     | Провинция Латакия     | II тыс. до н. э.   | 1999                  | 1292 | iii, vi  |
| 3  |             | Эбла                                       | Провинция Идлиб       | С IV тыс. до н. э. | 1999                  | 1293 | iii, vi  |
| 4  |             | Мари                                       | Провинция Дейр-эз-Зор | III тыс. до н. э.  | 1999                  | 1294 | iii, vi  |
| 5  |             | Дура-Европос                               | Провинция Дейр-эз-Зор | С IV века до н. э. | 1999                  | 1295 | ii, iv   |
| 6  |             | Апамея                                     | Провинция Хама        | С IV века до н. э. | 1999                  | 1297 | iv       |
| 7  |             | Замок Каср аль-Хайр                        | Провинция Хомс        | VIII век           | 1999                  | 1298 | iv       |
| 8  |             | Маалула                                    | Провинция Дамаск      |                    | 1999                  | 1299 | v, vi    |
| 9  |             | Тартус — город-крепость крестоносцев       | Провинция Тартус      |                    | 1999                  | 1301 | ii, iv   |
| 10 |             | Эр-Ракка                                   | Провинция Эр-Ракка    |                    | 1999                  | 1302 | ii       |
| 11 |             | Остров Арвад                               | Провинция Тартус      | С II тыс. до н. э. | 1999                  | 1303 | ii, v    |
| 12 |             | Города долины Евфрата: Мари и Дура-Европос | Провинция Дейр-эз-Зор |                    | 2011                  | 5702 | ii, iii  |